# جورج والكر
جورج والكر (بالإنجليزية: George P. L. Walker)‏ (و. 1926 – 2005 م) هو جيولوجي، من المملكة المتحدة، كان عضوًا في الجمعية الملكية (منذ 1975)، توفي عن عمر يناهز 79 عاماً.

## التعليم
تعلم في جامعة الملكة في بلفاست، وجامعة ليدز.

## مناصب وهيئات
أدار جامعة هاواي (1979–1996)، وإمبريال كوليدج لندن (1951–1978).

## جوائز
حصل على جوائز منها:
- ميدالية ولاستون (1995)
- Thorarinsson Medal [الإنجليزية]‏ (1989)
- Lyell Medal [الإنجليزية]‏ (1982)
- زميل في الجمعية الملكية
- Knights of the Order of the Falcon  [لغات أخرى]‏.